# Videogioco indipendente

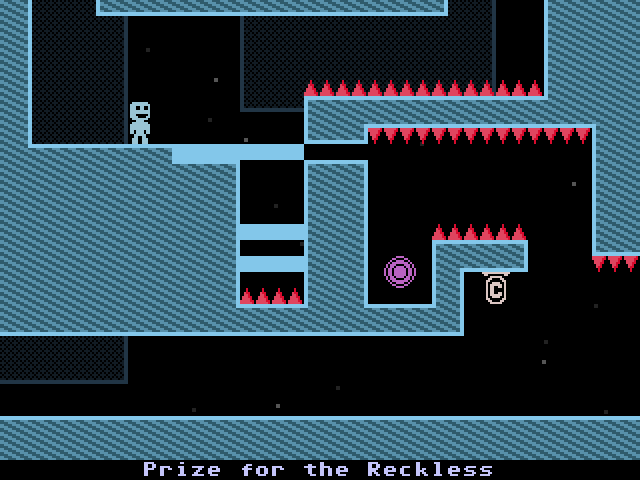
Schermata di gioco di VVVVVV, un esempio di videogioco indipendente

Un videogioco indipendente o videogioco indie (abbreviazione dell'inglese independent) è un videogioco spesso sviluppato da una singola persona o da piccoli gruppi di programmatori, che lavorano senza l'ausilio economico di un editore.
Tra la fine degli anni 2000 e la metà dei 2010, i videogiochi indie sono più conosciuti come videogiochi per PC, smartphone e console da gioco, con risoluzione in 4k ma, più generalmente, con grafica tra gli 8 e i 16-bit.

## Storia
Lo sviluppo di videogiochi indie nasce su PC durante l'inizio degli anni novanta del XX secolo, quando veniva utilizzato perlopiù il modello distributivo shareware; tuttavia il costante aumento delle aspettative del pubblico, specie dopo l'introduzione della accelerazione 3D, ha fatto calare la produzione di titoli di un certo spessore, spostando l'attenzione degli sviluppatori sulle modificazioni di videogiochi già esistenti.
A partire dalla seconda metà del 2000, il genere ha conosciuto una nuova giovinezza grazie allo sviluppo di Internet e all'introduzione sia di nuove piattaforme per la distribuzione digitale come Xbox Live Arcade, Steam e OnLive, ma anche di strumenti di sviluppo come Adobe Flash, Microsoft XNA e Game Maker, sempre più flessibili e fruibili dal grande pubblico.
Tra il 2008 e il 2010, grazie all'evoluzione delle piattaforme per la distribuzione digitale e degli strumenti di sviluppo, alcuni videogiochi indipendenti sono diventati veri e propri successi commerciali, tra gli altri: Amnesia: The Dark Descent, Braid, World of Goo e Minecraft.

## Caratteristiche
Spesso i videogiochi indipendenti puntano sull'ideazione di meccaniche innovative più che sulla innovazione tecnologica, grazie anche all'assenza di una qualunque restrizione creativa da parte dell'editore ma anche delle limitazioni implicite derivate dal numero limitato di persone coinvolte nella lavorazione, e fanno affidamento sulla distribuzione digitale. Un gioco indie è un gioco progettato con la volontà di accettare i rischi insiti nel dare la priorità alle scelte creative dell'autore.